# Rapaces de Gap
Les Rapaces de Gap sont un club français de hockey sur glace domicilié à Gap et fondé en 1937, évoluant en Ligue Magnus, le plus haut niveau français.
L'équipe portait le surnom des Bleus de 1962 à 1979 puis des Aigles bleus de 1979 à 2000.

## Historique
Le club est créé en 1937 et s'engage en championnat de France en 1945, où il évolue en deuxième série.
En 1955, c'est l'inauguration de la patinoire Roger Brown, qui devient artificielle en 1961. Les Gapençais débutent en 1re série (division élite) pour la saison 1962-1963.
À partir de 1962, le canadien Camil Gélinas, entraîneur de l'ACBB à son heure de gloire, devient entraîneur de toutes les catégories de Gap, à la demande du Président de la FFSG, Jean Ferrand. Cela porte se fruits avec un premier titre de champion de France, en catégorie junior en 1965.
En 1972, d'autres travaux sur la patinoire (couverture de la piste) permettent l'utilisation permanente de la glace, et d'accueillir les championnats du monde groupe C.

### L'ère Zdeněk Bláha (1975-1979)

#### Premier titre de champion de France 1977
Pendant ce temps, l'équipe senior progresse encore, notamment grâce à l'arrivée du tchèque Zdeněk Bláha. comme entraîneur et les Bleus de Gap remportent leur premier titre de champion de France en 1977.

#### Deuxième titre de champion de France 1978
Les Bleus de Gap réalisent le doublé l'année suivante.
Le club continue par la suite à être un grand club formateur, en effet le club remporte jusque dans les années 1980 pas moins de 21 titres de champion de France dans les catégories mineur et les Aigles bleus de Gap sont également vice-champion de France en 1984 derrière les Boucs de Megève.
En 1989, le club finit à l'avant-dernier place de la Nationale 1A et peut se maintenir. Mais préfère descendre pour mettre fin à l'aventure professionnelle, qui coûte cher.
Pour la saison 1992-1993, Gap remonte une première fois en élite, à la suite d'un remaniement des divisions et de l'abandon de la ligue nationale à 10 clubs. En 1996, le club remporte la Division 1 et remonte à nouveau. Nouvelle descente immédiate, quand Gap échoue à se maintenir en poule de maintien. Le club descend lentement dans la hiérarchie française, devant même disputer un barrage pour se maintenir en Division 1 lors de la saison 2001-2002. Mais le club rebondit la saison suivante, grâce à l'élargissement de l'élite vers un Super 16. Tâche difficile, puisqu'avec le plus faible budget, Gap est souvent dans le bas de tableau. Il finit même par redescendre au second échelon en 2006. En 2009, grâce à un nouveau titre de champion de Division 1, le club revient dans la ligue élite, la Ligue Magnus.
Aujourd’hui, le club possède un des plus beaux palmarès du hockey français avec 29 titres nationaux, 37 podiums, 3 participations à la coupe d’Europe, 1 coupe des As et 22 joueurs sélectionnées en équipe nationale dont huit pour les Jeux olympiques.
Entre le début de la saison 2009-2010 et la fin de la saison 2012-2013, les matchs de Gap à domicile étaient diffusés en direct vidéo sur le site des rapaces grâce à l'équipe du Rapace Live.
Longtemps annoncé le projet de rénovation de la patinoire a enfin abouti. Les travaux s'échelonnent jusqu'en août 2012. La patinoire est complètement refaite et sa capacité est portée à 2 000 places. Lors de la saison 2011-2012, les rapaces jouent leurs matchs « à domicile » au Palais omnisports Marseille Grand Est.
Le 23 octobre 2012, Georges Obninsky, président du club annonce sa démission lors d'une conférence de presse. Il est remplacé par Philippe Vial et Jérôme Escallier.

### L'ère Luciano Basile (2014-2019)

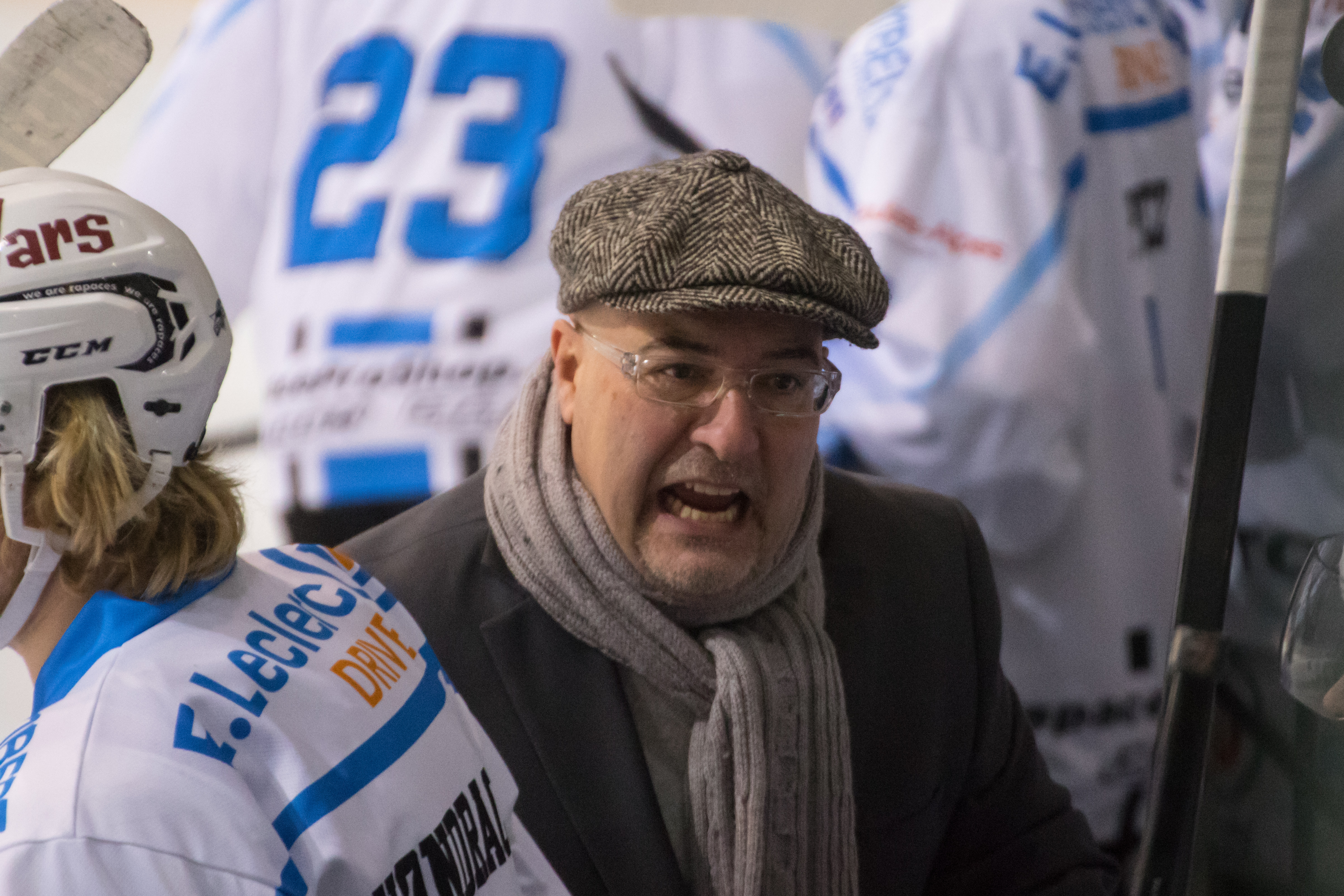
Avec Luciano Basile, les Rapaces de Gap soulèvent deux fois la Coupe Magnus en 2015 et 2017.

#### Troisième titre de champion de France 2015
À l'issue de la saison 2014-2015, les Rapaces de Gap remportent la Ligue Magnus, devenant ainsi Champions de France pour la troisième fois de leur histoire.

#### Vainqueur de la Coupe de la Ligue 2016
Les Rapaces de Gap remportent la Coupe de la Ligue en 2016.

#### Quatrième titre de champion de France 2017
À l'issue de la saison 2016-2017, les Rapaces de Gap remportent la Ligue Magnus, devenant ainsi Champions de France pour la quatrième fois de leur histoire.

### L'ère Éric Blais (2019-2024)

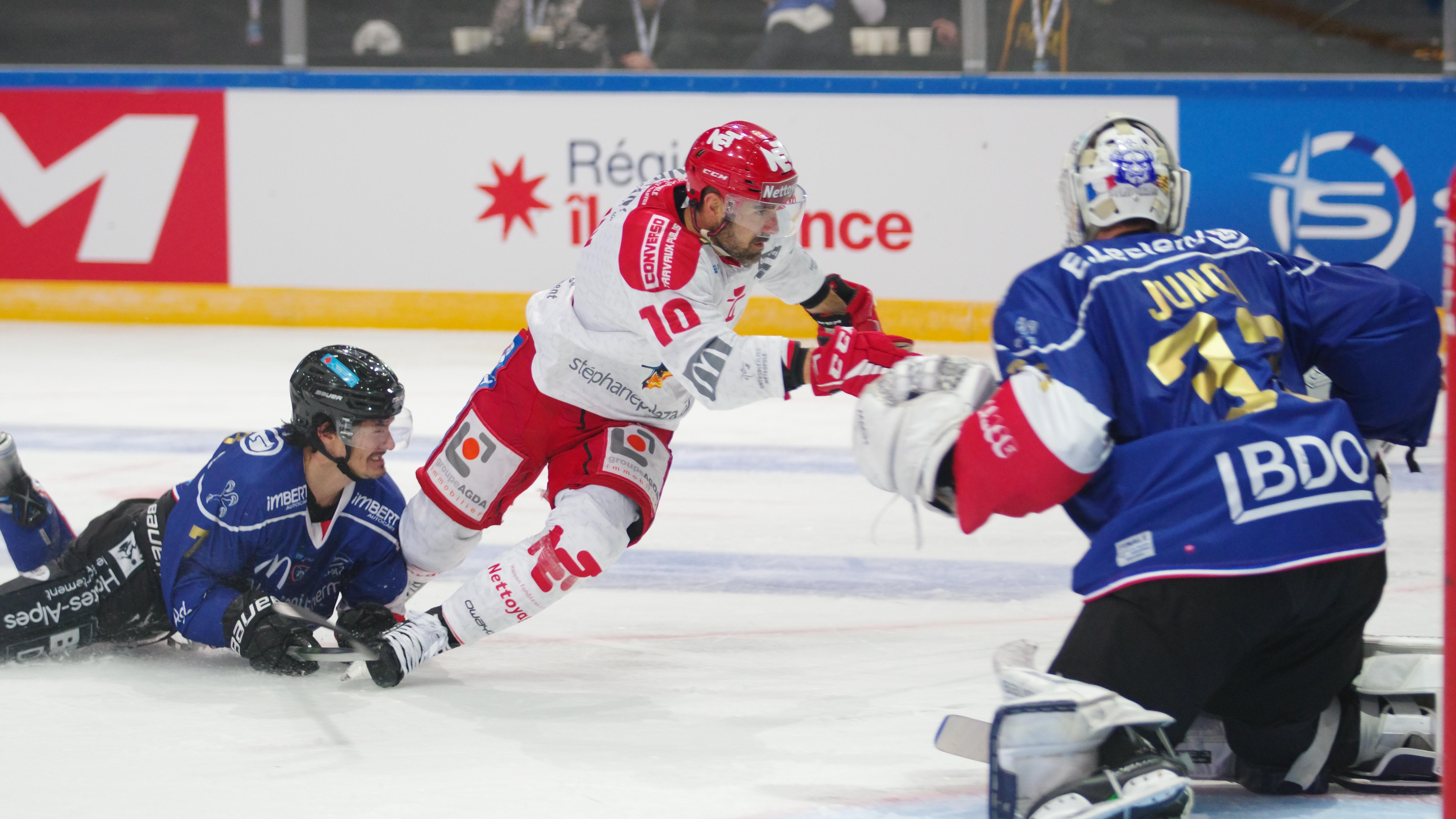
Julian Junca (2020-2023).

Gap s'incline en finale de la Coupe de France 2022 contre Ducs d'Angers 5-4 après prolongation et en 2023 3-2 face à Brûleurs de Loups de Grenoble.
Après l’intérim de Sébastien Oprandi et l'éviction de Márton Vas, Sébastien Rohat est le nouvel entraîneur du club pour le reste de la saison 2024-2025.

### Le retour de Luciano Basile depuis 2025
En avril 2025, le club annonce la nomination de Luciano Basile comme nouvel entraîneur en chef, poste qu'il cumulera avec celui de manager sportif.

## Palmarès
- Championnat de France
  - 1977, 1978, 2015, 2017.
- Coupe de la Ligue :
  - 2016.
- Coupe des As :
  - 1986.
- Championnat de France Division 1 :
  - 1996, 2009.

### Coupe Magnus
Le détail des titres gagnés est présenté dans le tableau ci-dessous :
| Saison | Finaliste | Résultat | Commentaire                                                                                                  |
| ------ | --- | --- | --- |
| 1977   | Formule championnat, Gap finit premier avec deux points d'avance sur le Club des Sports de Glace de Grenoble | Formule championnat, Gap finit premier avec deux points d'avance sur le Club des Sports de Glace de Grenoble                               | Formule championnat, Gap finit premier avec deux points d'avance sur le Club des Sports de Glace de Grenoble |
| 1978   | Formule championnat, Gap finit premier avec six points d'avance sur le Villard Hockey-club                   | Formule championnat, Gap finit premier avec six points d'avance sur le Villard Hockey-club                                                 | Formule championnat, Gap finit premier avec six points d'avance sur le Villard Hockey-club                   |
| 2015   | Gamyo d'Épinal                                                                                               | Défaite à Gap 2-3 Victoire à Gap 9-0 Défaite à Épinal 8-2 Défaite à Épinal 3-2 Victoire à Gap 3-1 Victoire à Épinal 2-4 Victoire à Gap 5-3 | Finale au meilleur des sept matchs                                                                           |
| 2017   | Dragons de Rouen                                                                                             | Défaite à Gap 2-3 (P) Victoire à Gap 5-3 Défaite à Rouen 5-1 Victoire à Rouen 2-3 (P) Victoire à Gap 3-2 Victoire à Rouen 2-4              | Finale au meilleur des sept matchs                                                                           |

### Prix et récompenses de la Ligue Magnus
Coupe Magnus
La Coupe Magnus est le trophée le plus prestigieux du hockey sur glace français. Remis depuis 1904, les Rapaces l'ont remporté à 4 reprises.
- 1976-1977
- 1977-1978
- 2014-2015
- 2016-2017

Trophée Charles-Ramsay
Ce trophée récompense le meilleur pointeur de la saison et les Rapaces l'ont ramené 1 fois.
- 1983-1984 : Roland Cloutier

Trophée Albert-Hassler
Le trophée Albert-Hassler récompense le meilleur joueur de la saison et deux Rapaces ont remporté ce trophée.
- 1984-1985 : Thierry Chaix
- 1986-1987 : Christian Pouget
- 2015-2016 : Anthony Rech
- 2016-2017 : Anthony Rech

Trophée Marcel-Claret
Le Trophée Marcel-Claret récompense la meilleure équipe ayant le meilleur esprit sportif au cours de la saison régulière.
- 2011-2012
- 2012-2013
- 2014-2015

Trophée Jean-Ferrand
Le trophée Jean-Ferrand est remis à la fin de chaque saison pour récompenser le meilleur gardien. Le gapençais Bernard Cal a été le premier joueur à recevoir cette récompense.
- 1977-1978 : Bernard Cal
- 2010-2011 : Ronan Quemener
- 2022-2023 : Julian Junca

Trophée Raymond-Dewas
Pendant du trophée Marcel-Claret, le trophée au nom de Raymond Dewas récompense le joueur avec le meilleur état d'esprit de la ligue. Les Rapaces l'ont remporté à deux reprises.
- 1984-1985 : Roland Cloutier
- 1985-1986 : Roland Cloutier

Trophée Jean-Pierre-Graff
Le trophée Jean-Pierre-Graff récompense le meilleur espoir de la saison en Ligue Magnus.
- 2009-2010 : Ronan Quemener
- 2015-2016 : Maurin Bouvet

Trophée Camil-Gélinas
Le trophée Camil-Gélinas récompense le meilleur entraîneur de la saison de hockey sur glace de la division élite en France. Il a été décerné pour la première fois à l'issue de la saison 2001-2002.
- 2010-2011 : Patrick Turcotte
- 2014-2015 : Luciano Basile
- 2022-2023 : Éric Blais

### Le hockey mineur
- 5 titres de Champion de France junior.
- 7 titres de Champion de France cadet.
- 7 titres de Champion de France minime.
- 4 titres de Champion de France benjamin (titre décerné jusqu'en 1989).
- 3 titres de champion de France poussin (titre décerné jusqu’en 1985).
- 2 titres de champion de France féminin (Élite en 1989 et Excellence en 2011)

## Le maillot et les logos

### Le maillot
- Couleurs
  - Domicile : maillot bleu et noir
  - Extérieur : maillot blanc et bleu

### Les logos

Logo de 1950 à 1960
Logo de 1960 à 1965
Logo de 1972 à 1976
Logo de 1975 à 1980
Logo de 1979 à 1985

Logo de 1989 à 1992
Logo de 1993 à 1999
Logo au début des années 2000
Logo de 2000 à 2010
Logo pour les 70 ans du club en 2007

Logo de 2007 à 2010
Logo de 2010 à aujourd'hui

## Les joueurs du groupe élite

### Effectif
| No    | Nom                  | Nat. | Position       | Arrivée                                 |
| ----- | -------------------- | ---- | -------------- | --------------------------------------- |
| +034, | Antoine Gilbert      |      | Gardien de but | 2024: les Gothiques d'Amiens            |
| +046, | Antti Karjalainen    |      | Gardien de but | 2024 : Glasgow Clan                     |
| +006, | Loris Chauvin        |      | Défenseur      | 2023- formé au club                     |
| +009, | Jaxon Camp           |      | Défenseur      | 2024 - Fort Wayne Komets                |
| +007, | Chad Langlais        |      | Défenseur      | 2020 - Dragons de Rouen                 |
| +011, | Brayden Sherbinin    |      | Défenseur      | 2024: Pirates Aalborg                   |
| +022, | Paul Nassivet        |      | Défenseur      | 2023 - Drakkars de Caen                 |
| +029, | Léo Faure            |      | Défenseur      | Formé au club                           |
| +025, | Mahé Forestier       |      | Défenseur      | Formé au club                           |
| +028, | Kyle Hallbauer – A   |      | Défenseur      | 2024: Rodovre                           |
| +060, | Jullius Marva        |      | Défenseur      | 2024 : Ferencvaros                      |
| +007, | Arthur Escallier     |      | Attaquant      | Formé au club                           |
| +011, | Aurélien Serres      |      | Ailier         | 2024: Spartiates de Marseille           |
| +051, | Maurin Bouvet        |      | Attaquant      | 2024 : Hormadi Anglet                   |
| +015, | Axel Tarabusi        |      | Centre         | 2022 - Ducs d'Angers                    |
| +023, | Lucas Colombin – A   |      | Attaquant      | 2023 - Spartiates de Marseille          |
| +010, | Yoan Colomban        |      | Attaquant      | formé au club                           |
| +020, | Raphaël Chauvel      |      | Centre         | 2023 - Drakkars de Caen                 |
| +052, | Balint Horvath       |      | Attaquant      | 2024 : les Diables Rouges de Briançon   |
| +072, | Loïc Coulaud         |      | Ailier         | 2022 - Pionniers de Chamonix Mont-Blanc |
| +014, | Julien Correia       |      | Ailier         | 2019 - Lions de Lyon                    |
| +082, | Romain Gutierrez – C |      | Centre         | 2017 - Gamyo Épinal                     |
| +085, | Sébastien Rohat      |      | Centre         | 2021 - Brûleurs de loups de Grenoble    |
| +091, | Arthur Mickevics     |      | Ailier         | 2024 - Hockey Club Kurbads              |

### Capitaines et capitaines-adjoints
| Année     | Championnat  | Capitaine             | Capitaines-adjoints               |
| --------- | ------------ | --------------------- | --------------------------------- |
| 2003-2004 | Ligue Magnus | Patrick Turcotte      | Nicolas Ravoire Romain Moussier   |
| 2004-2005 | Ligue Magnus | Patrick Turcotte      | Jean-François Cal Romain Moussier |
| 2005-2006 | Ligue Magnus | Jonathan Dubois       | Nicolas Ravoire Romain Moussier   |
| 2006-2007 | Division 1   | Nicolas Ravoire       | Romain Moussier                   |
| 2007-2008 | Division 1   | Nicolas Ravoire       | Romain Moussier                   |
| 2008-2009 | Division 1   | Romain Moussier       | Jiři Rambousek Trevor Hawkins     |
| 2009-2010 | Ligue Magnus | Romain Moussier       | Jiři Rambousek Jiří Jelen         |
| 2010-2011 | Ligue Magnus | Romain Moussier       | Milan Tekel Jean-Charles Charette |
| 2011-2012 | Ligue Magnus | Jean-Charles Charette | Milan Tekel Alexandre Cornaire    |
| 2012-2013 | Ligue Magnus | Alexandre Cornaire    | Milan Tekel Jérémie Paradis       |
| 2013-2014 | Ligue Magnus | Alexandre Cornaire    | Milan Tekel Collin Circelli       |
| 2014-2015 | Ligue Magnus | Teddy Trabichet       | Sébastien Rohat Mickaël Pérez     |
| 2015-2016 | Ligue Magnus | Teddy Trabichet       | Sébastien Rohat Boštjan Goličič   |
| 2016-2017 | Ligue Magnus | Marc-André Bernier    | Kévin Da Costa Kevin King         |
| 2017-2018 | Ligue Magnus | Maxwell Ross          | Tim Campbell Damien Raux          |
| 2018-2019 | Ligue Magnus | Jeff Brown            | Maurin Bouvet Romain Gutierrez    |
| 2019-2020 | Ligue Magnus | Romain Gutierrez      | Dimitri Thillet Raphaël Faure     |
| 2020-2021 | Ligue Magnus | Romain Gutierrez      | Fabien Bourgeois Boštjan Goličič  |
| 2021-2022 | Ligue Magnus | Romain Gutierrez      | Fabien Bourgeois Boštjan Goličič  |
| 2022-2023 | Ligue Magnus | Romain Gutierrez      | Fabien Bourgeois Boštjan Goličič  |
| 2023-2024 | Ligue Magnus | Romain Gutierrez      | Fabien Bourgeois Julien Correia   |
| 2024-2025 | Ligue Magnus | Romain Gutierrez      | Brayden Sherbinin Julien Correia  |

### Les meilleurs pointeurs des Rapaces de Gap
Cette section présente les statistiques des meilleurs pointeurs du club en championnat (saison régulière et séries éliminatoires) depuis 1986.
| Saison    | Joueurs            | Nationalité        | PJ | B  | A  | Pts |
| --------- | ------------------ | ------------------ | -- | -- | -- | --- |
| 1986-1987 | Roland Cloutier    | Canada             | 36 | 57 | 30 | 87  |
| 1987-1988 | Christian Pouget   | France             | 33 | 23 | 28 | 51  |
| 1988-1989 | André Svitac       | Pologne France     | 30 | 22 | 23 | 45  |
| 1989-1990 | Philippe Combe     | France             | 24 | 16 | 23 | 39  |
| 1990-1991 | Philippe Combe     | France             | 28 | 29 | 24 | 53  |
| 1991-1992 | John Olsson        | États-Unis         | 19 | 17 | 33 | 50  |
| 1992-1993 | Philippe Combe     | France             | 23 | 14 | 13 | 27  |
| 1993-1994 | Roman Trebatický   | Slovaquie          | 25 | 19 | 21 | 40  |
| 1994-1995 | Rodolphe Garnier   | France             | 27 | 17 | 22 | 41  |
| 1995-1996 | François Perreault | Canada             | 28 | 22 | 27 | 49  |
| 1996-1997 | Alain Pivron       | France             | 36 | 24 | 22 | 46  |
| 1997-1998 | Franck Saunier     | France             | 26 | 23 | 14 | 37  |
| 1998-1999 | Peter Jurčík       | Slovaquie          | ?  | 8  | 18 | 26  |
| 1999-2000 | ?                  | ?                  | ?  | ?  | ?  | ?   |
| 2000-2001 | Franck Lallemand   | France             | 24 | 13 | 19 | 32  |
| 2001-2002 | Patrick Turcotte   | Canada             | ?  | 14 | 9  | 23  |
| 2002-2003 | Romain Moussier    | France             | 22 | 6  | 16 | 22  |
| 2003-2004 | Romain Moussier    | France             | 25 | 9  | 17 | 26  |
| 2004-2005 | Romain Moussier    | France             | 33 | 7  | 15 | 22  |
| 2005-2006 | Jiří Rambousek     | République tchèque | 30 | 15 | 16 | 31  |
| 2006-2007 | Jiří Rambousek     | République tchèque | 28 | 39 | 38 | 77  |
| 2007-2008 | Jiří Rambousek     | République tchèque | 30 | 36 | 31 | 67  |
| 2008-2009 | Jiří Rambousek     | République tchèque | 29 | 34 | 30 | 64  |
| 2009-2010 | Jiří Rambousek     | République tchèque | 27 | 18 | 18 | 36  |
| 2010-2011 | Jiří Rambousek     | République tchèque | 31 | 21 | 19 | 40  |
| 2011-2012 | Cody Campbell      | Canada             | 35 | 14 | 14 | 28  |
| 2011-2012 | Jiří Jelen         | République tchèque | 32 | 10 | 18 | 28  |
| 2012-2013 | Collin Circelli    | Canada             | 29 | 18 | 10 | 28  |
| 2013-2014 | Radim Valchar      | République tchèque | 34 | 17 | 25 | 42  |
| 2014-2015 | Nicholas Pard      | Canada             | 26 | 11 | 15 | 25  |
| 2015-2016 | Marc-André Bernier | Canada             | 24 | 13 | 16 | 29  |
| 2016-2017 | Marc-André Bernier | Canada             | 41 | 19 | 24 | 43  |
| 2017-2018 | Eric Scheid        | États-Unis         | 38 | 16 | 24 | 40  |
| 2018-2019 | Elvijs Biezais     | Lettonie           | 37 | 17 | 23 | 40  |
| 2019-2020 | Arturs Mickevics   | Lettonie           | 31 | 8  | 22 | 30  |
| 2020-2021 | Julien Correia     | France             | 23 | 7  | 15 | 22  |

## Entraîneurs et présidents
| Nom                            | Période   |
| ------------------------------ | --------- |
| André Druhaut                  | 1952-1955 |
| Roger Bellet                   | 1955-1958 |
| Jean Ferrand                   | 1958-1967 |
| Georges Allard                 | 1967-1968 |
| Jean Ferrand                   | 1968-1969 |
| Bernard Allec                  | 1969-1971 |
| Chouchou Glaizette             | 1971-1975 |
| M. Charpentier                 | 1975-1976 |
| Claude Marcon                  | 1976-1977 |
| Jacques Chevallier             | 1977-1980 |
| Paul Eynaud et Georges Die     | 1980-1981 |
| Jacques Villard                | 1981-1988 |
| Michel Warnet                  | 1989-1992 |
| Roland Muret                   | 1992-1996 |
| Gérard Avenel                  | 1996-1998 |
| Christophe Guy                 | 1998-2000 |
| Georges Obninsky               | 2000-2012 |
| Philippe Vial Jérôme Escallier | 2012-     |

| Nom                | Période   |
| ------------------ | --------- |
| Camil Gélinas      | 1962-1974 |
| Robert Oprandi     | 1974-1975 |
| Charles Liebermann | 1974-1975 |
| Daniel Galland     | 1974-1975 |
| Zdeněk Bláha       | 1975-1980 |
| Francis Trudeau    | 1982-1983 |
| Josef Horešovský   | 1985-1986 |
| Jaroslav Jágr      | 1986-1989 |
| Philippe Combe     | 1989-1990 |
| Daniel Galland     | 1990-1991 |
| Charles Liebermann | 1991-1992 |
| Philippe Combe     | 1992-1995 |
| Bruno Saunier      | 1995-1997 |
| Normand Desrosiers | 1997-1998 |
| Alain Pivron       | 1998-2000 |
| Franck Lallemand   | 2000-2001 |
| Philippe Combe     | 2001-2003 |
| Laurent Perroton   | 2003-2004 |
| Henrik Alfredsson  | 2004-2005 |
| Mickaël Kvarnström | 2005-2006 |
| Patrick Turcotte   | 2006-2008 |
| André Svitac       | 2008-2010 |
| Patrick Turcotte   | 2010-2012 |
| Ari Salo           | 2012-2014 |
| Luciano Basile     | 2014-2019 |
| Éric Blais         | 2019-2024 |
| Sébastien Oprandi  | 2024      |
| Márton Vas         | 2024      |
| Sébastien Rohat    | 2024-2025 |
| Luciano Basile     | 2025-     |

## Les Rapaces et leurs partisans

### Supporters
Un club de supporters encourage les Rapaces de Gap : les Eagles Forts.

### Popularité
Le club jouit d'une forte popularité à Gap. En effet, c'est l'unique club sportif de la ville à avoir une équipe de haut niveau jouant dans l'élite de son sport et à avoir un riche palmarès. Il n'y a pas de concurrence avec des sports plus populaires (football, rugby, handball...) du fait des résultats fluctuant de ces derniers. De plus, c'est la première affluence sportive de la ville devant le Gap HAFC.

### Médiatisation
- La presse quotidienne régionale : le Dauphiné libéré et la Provence font les résumés des matchs, interviews des joueurs et dirigeants tout au long de la saison.

- Journal du club : le club édite son propre magazine, le Rapaces Mag', qui parait tous les deux mois. Il présente l'actualité du club lors des mois écoulés avec notamment des interviews, un point sur le championnat élite, la formation des jeunes etc. Il est tiré à 2 000 exemplaires et est distribué dans les commerces gapençais et les soirs de matchs à la patinoire.

- La radio : Alpes 1 retransmet sur ses ondes certains matchs comme les derbys contre les Diables Rouges de Briançon ou lors des matchs de play-off. Le club est également à l'honneur dans « Le mag' du hockey », émission diffusée le mardi matin.

- La télévision : France 3 Méditerranée se déplace quelquefois pour filmer les matchs de l'équipe élite et le reportage est diffusé dans les journaux télévisés.

## Rivalités
En Ligue Magnus, Gap dispute deux derbys alpin, le premier face aux Brûleurs de Loups de Grenoble, et l'autre face à son voisin haut-alpin, les Diables Rouges de Briançon, rivalité renforcée par le passage du coach Luciano Basile de Briançon à Gap en 2014.

## Patinoire

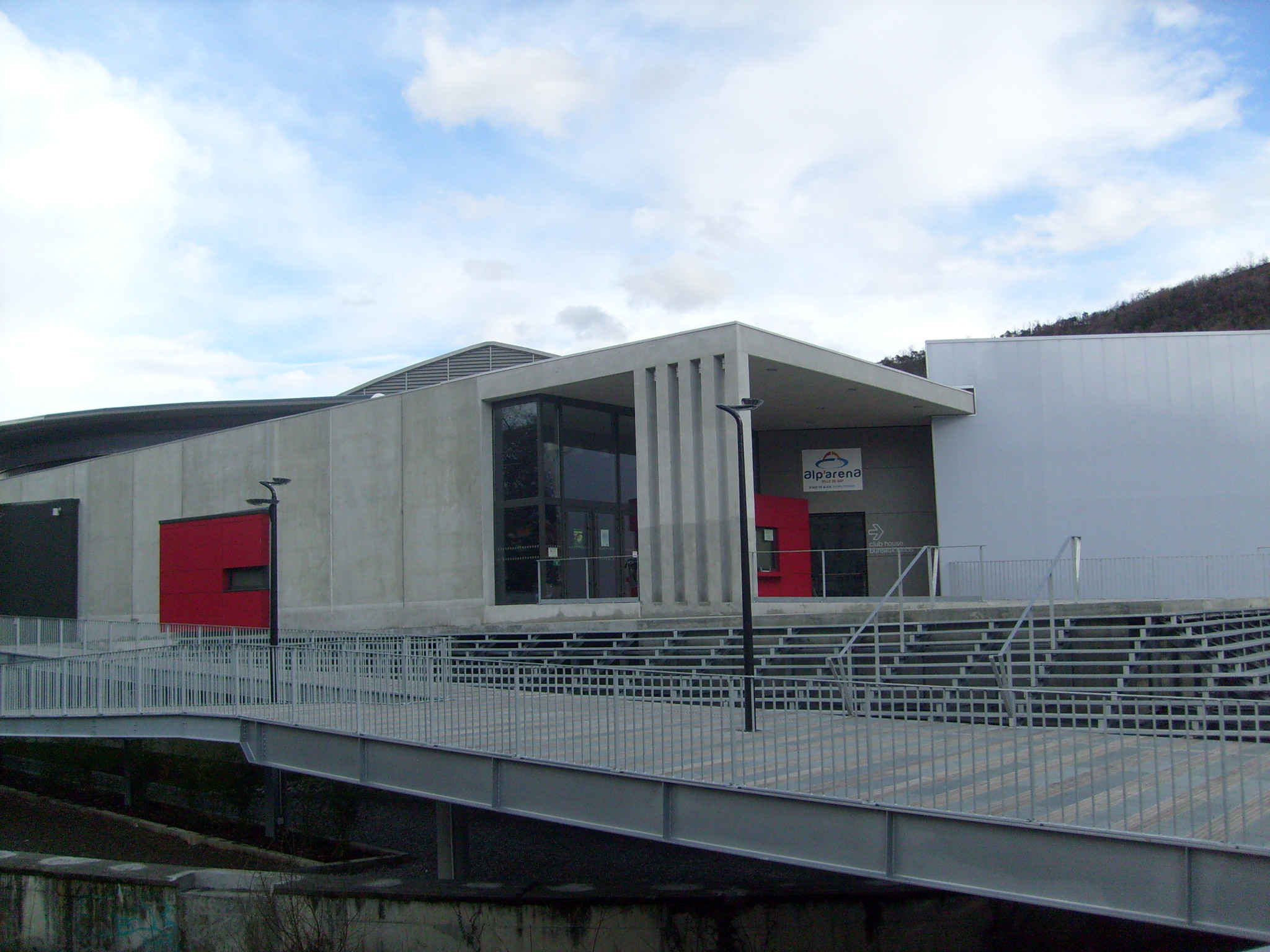
Patinoire Alp'Arena.

Les Rapaces de Gap évoluent à domicile à l'Alp'Arena, une patinoire de 2 930 places.
Elle portait, avant sa reconstruction de 2010, le nom de patinoire Brown-Ferrand, deux précurseurs du hockey gapençais, Roger Brown et Jean Ferrand.